# Гостиус
Го́стиус (правильнее — Гостий, лат. Hostius; II век до н. э., Римская республика) — древнеримский эпический поэт.

## Биография
По всей видимости, Гостий жил и сочинительствовал во II веке до н. э. (седьмой век от основания Рима) Он был автором «Bellum Histricum» — эпического труда, по крайней мере, в семи книгах, от которых до настоящего времени сохранилось только несколько фрагментов.
Это произведение имело своей целью воспеть победу, которую одержал Гай Семпроний Тудитан в ходе римского завоевания Иллирии.
Помимо того, Гостий написал продолжение «Анналов» Квинта Энния — эпическую поэму об Истрийской войне.